# Anambasius proprius
Anambasius proprius is een hooiwagen uit de familie Trionyxellidae. De wetenschappelijke naam van Anambasius proprius gaat terug op Roewer.